# Leonid Reiman
Leonid Dododjonovitch Reiman (en russe : Леонид Дододжонович Рейман ; né le 12 juillet 1957 à Léningrad) est un homme d'affaires et fonctionnaire du gouvernement russe, ancien ministre des Communications et des Technologies de l'information de la fédération de Russie et conseiller de Vladimir Poutine.
Il a le grade civil de conseiller d'État effectif de la fédération de Russie de 1re classe.
Selon le magazine Finance, Leonid Reiman a été classé à de nombreuses reprises comme la personne la plus influente dans le secteur des télécommunications russes, avec une fortune personnelle de plus d'un milliard de dollars, en partie cachée dans des paradis fiscaux, notamment Monaco, selon les documents étudiés par le Consortium international des journalistes d'investigation à partir des Pandora Papers (et des Russia Papers en 2022).
Alors que sa fortune dépasse de loin ses revenus officiels, Leonid Reiman est soupçonné d’un détournement massif de fonds publics. Il a déjà été reconnu coupable en 2006 de malversations autour de la vente litigieuse d’un groupe de télécom russe dans les années 1990.

## Éléments de biographie
Leonid Reiman est né le 12 juillet 1957 à Léningrad, son père, Dododjon Tadjiïev, est tadjik et sa mère, Ekaterina Reiman, est une Allemande estonienne qui enseignait l'anglais.

## Carrière
- En 1979, Leonid Reiman est diplômé de l'Institut de technologie des communications M.A. Bontch-Brouïevitch de Léningrad (aujourd'hui SPbGUT - Université d'État des télécommunications et de l'informatique de Saint-Pétersbourg) ;
- 1979-1983, ingénieur puis chef de section à la station téléphonique internationale de la ville de Léningrad ;
- 1983-1985, Leonid Reiman a accompli son service militaire obligatoire ;
- 1985-1999, Reiman a occupé des postes de direction dans le réseau téléphonique de la ville de Léningrad (LGTS) / en 1993 renommé en réseau téléphonique de la ville de Saint-Pétersbourg (PTS)[3] ;
- 1988-1999, sous-chef du LGTS/PTS pour le développement ; ingénieur en chef LGTS/PTS, directeur des relations internationales, directeur des investissements et des relations internationales, premier directeur général adjoint d'Open JSC PTS ;
- En 1992, Reiman est entré au conseil d'administration de Peterstar, premier opérateur de téléphonie mobile non étatique à Saint-Pétersbourg cofondé en 1992 par ComPlus Holding ;
- Début des années 1990, Reiman rencontre l'avocat Jeffrey Galmond qui devient l'assistant d'investissement de Reiman[3] ;
- En 1994, il rejoint le conseil d'administration de la JSC Telecominvest[3] ;
- Lioudmila Poutina représente OAO Telecominvest de 1998 à 1999 à Moscou après que son mari, l'ancien adjoint au maire de Saint-Pétersbourg, Vladimir Poutine, a déménagé de Saint-Pétersbourg à Moscou en 1997 et est ensuite devenu le directeur du Service fédéral de sécurité en juillet 1998[4],[5],[6],[7] ;
- Depuis juin 1999, il était membre des conseils d'administration de JSC Delta Telecom, JSC Neva Line, JSC Peterstar, Stankinbank, JSC St. Petersburg City Telephone Network, éditorial JSC St. Petersburg Directories, JSC Interregional Transit Telecom, JSC North-West GSM, président du conseil d'administration de la JSC St. Petersburg International et de TransTelecom et membre du conseil de surveillance de la JSC St. Petersburg Intercity International Telephone[8],[9] ;
- À partir de juillet 1999, secrétaire d'État, premier vice-président du Comité d'État pour les télécommunications (Gostelecom)[10],[11] ;
- À partir d'août 1999, président de Gostelecom.
- Novembre 1999 - avril 2004, ministre de l'Information et des Communications de la fédération de Russie  ;
- Depuis le 26 juin 2000 et jusqu'en 2010, Leonid Reiman est président du conseil d'administration d'Open JSC Svyazinvest ;
- Mars-mai 2004, premier vice-ministre des Transports et des Communications de la fédération de Russie ;
- Leonid Reiman a été nommé ministre des Communications et des Technologies de l'information de la fédération de Russie le 20 mai 2004, poste qu'il a occupé jusqu'au 12 mai 2008. Igor Chtchiogolev lui succède. ;
- Mai 2008-août 2010 - conseiller du président de la fédération de Russie, secrétaire du Conseil présidentiel pour le développement de la société de l'information
- Mars 2011 - Président du conseil de surveillance de Mandriva[12].

Fondateur du RIO-Center, aujourd'hui Institut du développement contemporain (INSOR), groupe de réflexion libéral russe présidé par le président Dmitri Medvedev.

## Controverses
Le 25 juillet 2000, Leonid Reiman a publié l'ordonnance no 130 « Concernant l'introduction de moyens techniques assurant une activité d'enquête (SORM) dans les réseaux téléphoniques, mobiles, de communication sans fil et de radiomessagerie » déclarant que le FSB n'était plus tenu de fournir des télécommunications et Internet la documentation des entreprises sur les cibles d'intérêt avant d'accéder à l'information.
Au cours du différend fiscal du début de 2004 en Russie par Gossvyaznadzor (russe : Госсвязьнадзор (ru)) à propos de VimpelCom OJSC et de sa filiale à 100 % Impulse Design Bureau OJSC, Leonid Reiman, en tant que sous-ministre des Transports et des Communications, a déclaré qu'il n'est pas clair comment les taxes sont payées par les entreprises, mais a demandé que les deux fusionnent. MegaFon a augmenté sa part de marché dans la région clé de Moscou tandis que VimpelCom a été empêché de s'étendre dans cette région en attendant que les tribunaux tranchent la question fiscale. Le groupe Alfa, qui détient une part importante de Vimpel, a été impliqué dans un différend sur la propriété de l'ancienne participation de 25% de LV Finance de Leonid Rozhetskin dans MegaFon avec IPOC International Growth Fund lors du problème fiscal de VimpelCom avec le gouvernement russe,.
En 2004, l'homme d'affaires britannique Anthony Georgiou a affirmé dans un affidavit déposé devant un tribunal des îles Vierges britanniques qu'en 1992, Reiman avait reçu de lui un pot-de-vin d'environ un million de dollars américains,,.
Lors d'un audit soutenu par le gouvernement des Bermudes de l'enquête KPMG d'IPOC International Growth Fund Ltd en 2005, le haut responsable a été nommé dans un certain nombre d'actions en justice sous le nom de Leonid Reiman, ministre russe des télécommunications. M. Reiman a nié les allégations,. En 2006, le bénéficiaire effectif de l'IPOC International Growth Fund est Leonid Reiman selon une décision zurichoise de la Chambre de commerce internationale.
Le 15 décembre 2011, le parquet de Francfort-sur-le-Main et les autorités pénales allemandes ont désigné Reiman comme suspect dans un stratagème de blanchiment d'argent des années 1990 impliquant Commerzbank, son avocat de longue date Jeffrey Galmond et quatre employés de Commerzbank. L'affaire avait débuté par une enquête sur le pillage de la Russie dans les années 1990,.
Fin 2013, des responsables finlandais du Bureau national d'enquête ou Keskusrikospoliisi (KRP) ont également impliqué Reiman dans un stratagème de blanchiment d'argent avec le fondateur de Sekom, Andrei Titov, où 11 millions de dollars ont été transférés via Sekom à Cyprus Albany Investment, puis au Bermuda IPOC International Growth. Fonds,.
Ses actifs sont gérés depuis la Suisse par l'entreprise Finaport. Des centaines de millions d’euros ont circulé au fil des années sur les différents comptes de Leonid Reiman, hébergés par les banques Julius Baer et Compagnie monégasque de banque, à Monaco.

## Honneurs et récompenses
- Ordre du Mérite pour la Patrie ;
  - 3e classe (12 juillet 2007) - pour sa contribution exceptionnelle au développement des technologies de l'information modernes et à la création du réseau de télécommunications national
  - 4e classe (12 juillet 2005) - pour sa grande contribution au développement de l'industrie des télécommunications du pays et de nombreuses années de travail fructueux
- Travailleur émérite des télécommunications russes
- Prix du gouvernement RF dans l'éducation et la science et la technologie
- Lauréat du prix international annuel « Personne de l'année » (2005)
- Lauréat du plus haut prix juridique « Themis » (2003)